# 弦楽四重奏曲第9番 (モーツァルト)
弦楽四重奏曲第9番 イ長調 K. 169 は、ヴォルフガング・アマデウス・モーツァルトが1773年に作曲した弦楽四重奏曲。6曲ある『ウィーン四重奏曲』のうちの2曲目であり、『ウィーン四重奏曲第2番』とも呼ばれる。

## 概要
1773年の8月にウィーンで作曲された6曲の『ウィーン四重奏曲』の2曲目の作品で、ウィーン古典派のスタイルへと推移していく作品の一つとして位置付けられる。

## 曲の構成
全4楽章、演奏時間は約14分。
- 第1楽章 モルト・アレグロ
イ長調、4分の3拍子、ソナタ形式。
第1楽章は第8番（K. 168）に比べると対位法的な要素は薄く、フーガのような複雑な絡みは意図的にしていない節がある。
- 第2楽章 アンダンテ
ニ長調、4分の2拍子、二部形式。
モーツァルトは3連音を色々な効果に使いこなす名手であったが、この第2楽章は3連音が絶え間ない緊張を生み出す原動力となっている。
- 第3楽章 メヌエット - トリオ
イ長調、4分の3拍子。
- 第4楽章 ロンドー：アレグロ
イ長調、4分の2拍子。